# Carlos Manuel dal Pozzo

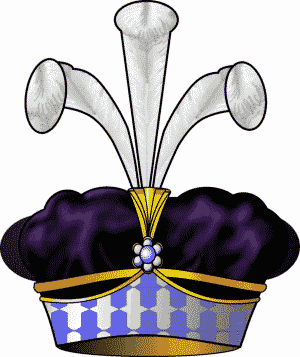
Birrete de Barón del Primer Imperio Francés.

Carlos Manuel dal Pozzo della Cisterna, V Príncipe de La Cisterna (Turín, 7 de enero de 1787 - Ibídem, 26 de marzo de 1864) fue un noble y político del Reino de Cerdeña. 
Sus otros títulos fueron: V Príncipe de Belriguardo, VI Marqués de Voghera, VI Conde de Reano, VIII Conde de Ponderano, VIII Conde de Bonvicino, VII Conde de Neive, VI Conde de Perno, entre otros.

## Biografía
Carlos Manuel fue hijo de José Alfonso dal Pozzo della Cisterna, IV Príncipe de La Cisterna y Belriguardo (1748-1819), y de su segunda esposa, María Ana Teodora Carlota Balbo Bertone dei Conti di Sambuy (1771-1817). Su familia paterna fue una de las pocas estirpes aristocráticas del Reino de Cerdeña que ostentasen el título de "príncipe" siendo únicamente nobles, es decir, sin pertenecer a la realeza.
El príncipe era un liberal, y conspiraron en su juventud contra el rey Víctor Manuel I de Cerdeña, con el fin de crear una monarquía constitucional. Este intento fracasó, y se vio obligado a exiliarse en Francia, desde donde continuó promoviendo el Risorgimento. En 1848, se le permitió regresar a Italia, y fue promovido al rango de senador del Reino de Cerdeña (Senato Subalpino).
Además fue barón del Imperio francés (9/3/1810) y chambelán de Camilo Borghese, VI Príncipe de Sulmona y Rossano (9/3/1810). Camilo fue el segundo esposo de Paulina Bonaparte, princesa Napoleón.

## Matrimonio y descendencia
Siendo ya un hombre maduro, el 28 de septiembre de 1846 en Bruselas, Carlos Manuel se casó con la condesa Luisa de Mérode-Westerloo, hija del conde Werner de Mérode (1797-1840), de la casa principesca de Rubempré, y de su esposa, la condesa Victoria de Spangen d'Uyternesse (1797-1845). Fue una boda doble, con su cuñada Antonieta y Carlos de Mónaco. 
Fueron sus hijas:
- María Victoria dal Pozzo (1847-1876). Casó con el príncipe Amadeo de Saboya, futuro Rey de España. Con descendencia.
- Beatriz Josefa dal Pozzo (1851-1864). Murió en la adolescencia. Sepultada en la Capilla de la Virgen de la Piedad de Reano.

Carlos Manuel murió en el Palacio dal Pozzo della Cisterna, en Turín. A su muerte, su hija heredó los prestigiosos títulos de la dinastía Dal Pozzo, se casó con el príncipe Amadeo de Saboya, duque de Aosta y rey de España entre 1871 y 1873, hijo del rey Víctor Manuel II de Italia y de la archiduquesa María Adelaida de Habsburgo-Lorena, y hermano del futuro rey Humberto I de Italia. A la muerte de María Victoria dejó en herencia los títulos a su hijo primogénito, Manuel Filiberto, pasando a formar parte de los títulos de la Casa de Saboya.

## Ancestros
|  |                                                                         |  |  |  |  |  |  |  |  |  |  |  |  |  |  |  |
|  | 16. Amedeo Alfonso dal Pozzo, II Príncipe de La Cisterna y Belriguardo  |  |  |  |  |  |  |  |  |  |  |  |  |  |  |  |
|  |                                                                         |  |  |  |  |  |  |  |  |  |  |  |  |  |  |  |
|  |                                                                         |  |  |  |  |  |  |  |  |  |  |  |  |  |  |  |
|  | 8. Alfonso Enrico dal Pozzo, III Príncipe de La Cisterna y Belriguardo  |  |  |  |  |  |  |  |  |  |  |  |  |  |  |  |
|  |                                                                         |  |  |  |  |  |  |  |  |  |  |  |  |  |  |  |
|  |                                                                         |  |  |  |  |  |  |  |  |  |  |  |  |  |  |  |
|  | 17. Marie Henriette Le Hardy, Dama de La Trousse                        |  |  |  |  |  |  |  |  |  |  |  |  |  |  |  |
|  |                                                                         |  |  |  |  |  |  |  |  |  |  |  |  |  |  |  |
|  |                                                                         |  |  |  |  |  |  |  |  |  |  |  |  |  |  |  |
|  | 4. Giuseppe Amedeo dal Pozzo, Príncipe de La Cisterna y Belriguardo     |  |  |  |  |  |  |  |  |  |  |  |  |  |  |  |
|  |                                                                         |  |  |  |  |  |  |  |  |  |  |  |  |  |  |  |
|  |                                                                         |  |  |  |  |  |  |  |  |  |  |  |  |  |  |  |
|  | 18. Ercole Tomasso Roero, Marqués de Cortanze                           |  |  |  |  |  |  |  |  |  |  |  |  |  |  |  |
|  |                                                                         |  |  |  |  |  |  |  |  |  |  |  |  |  |  |  |
|  |                                                                         |  |  |  |  |  |  |  |  |  |  |  |  |  |  |  |
|  | 9. Barbara Benedetta Roero dei Marchesi di Cortanze                     |  |  |  |  |  |  |  |  |  |  |  |  |  |  |  |
|  |                                                                         |  |  |  |  |  |  |  |  |  |  |  |  |  |  |  |
|  |                                                                         |  |  |  |  |  |  |  |  |  |  |  |  |  |  |  |
|  | 19. Ludovica Caterina Roero di Settime dei Conti di Mombarone           |  |  |  |  |  |  |  |  |  |  |  |  |  |  |  |
|  |                                                                         |  |  |  |  |  |  |  |  |  |  |  |  |  |  |  |
|  |                                                                         |  |  |  |  |  |  |  |  |  |  |  |  |  |  |  |
|  | 2. Giuseppe Alfonso dal Pozzo, IV Príncipe de La Cisterna y Belriguardo |  |  |  |  |  |  |  |  |  |  |  |  |  |  |  |
|  |                                                                         |  |  |  |  |  |  |  |  |  |  |  |  |  |  |  |
|  |                                                                         |  |  |  |  |  |  |  |  |  |  |  |  |  |  |  |
|  | 20. Giuseppe Antonio Caresana, III Conde de Carisio                     |  |  |  |  |  |  |  |  |  |  |  |  |  |  |  |
|  |                                                                         |  |  |  |  |  |  |  |  |  |  |  |  |  |  |  |
|  |                                                                         |  |  |  |  |  |  |  |  |  |  |  |  |  |  |  |
|  | 10. Pietro Giorgio Caresana, IV Conde de Carisio                        |  |  |  |  |  |  |  |  |  |  |  |  |  |  |  |
|  |                                                                         |  |  |  |  |  |  |  |  |  |  |  |  |  |  |  |
|  |                                                                         |  |  |  |  |  |  |  |  |  |  |  |  |  |  |  |
|  | 21. Maria Amedea Malabaila dei Conti di Canale                          |  |  |  |  |  |  |  |  |  |  |  |  |  |  |  |
|  |                                                                         |  |  |  |  |  |  |  |  |  |  |  |  |  |  |  |
|  |                                                                         |  |  |  |  |  |  |  |  |  |  |  |  |  |  |  |
|  | 5. Anna Gabriella Caresana dei Conti di Carisio                         |  |  |  |  |  |  |  |  |  |  |  |  |  |  |  |
|  |                                                                         |  |  |  |  |  |  |  |  |  |  |  |  |  |  |  |
|  |                                                                         |  |  |  |  |  |  |  |  |  |  |  |  |  |  |  |
|  | 22. Giovanni Battista Doria, Marqués de Cirié                           |  |  |  |  |  |  |  |  |  |  |  |  |  |  |  |
|  |                                                                         |  |  |  |  |  |  |  |  |  |  |  |  |  |  |  |
|  |                                                                         |  |  |  |  |  |  |  |  |  |  |  |  |  |  |  |
|  | 11. Luigia Gabriella Doria dei Marchesi di Cirié                        |  |  |  |  |  |  |  |  |  |  |  |  |  |  |  |
|  |                                                                         |  |  |  |  |  |  |  |  |  |  |  |  |  |  |  |
|  |                                                                         |  |  |  |  |  |  |  |  |  |  |  |  |  |  |  |
|  | 23. Cristina Margherita d'Este dei Marchesi di Dronero                  |  |  |  |  |  |  |  |  |  |  |  |  |  |  |  |
|  |                                                                         |  |  |  |  |  |  |  |  |  |  |  |  |  |  |  |
|  |                                                                         |  |  |  |  |  |  |  |  |  |  |  |  |  |  |  |
|  | 1. Carlo Emanuele dal Pozzo, V Príncipe de La Cisterna y Belriguardo    |  |  |  |  |  |  |  |  |  |  |  |  |  |  |  |
|  |                                                                         |  |  |  |  |  |  |  |  |  |  |  |  |  |  |  |
|  |                                                                         |  |  |  |  |  |  |  |  |  |  |  |  |  |  |  |
|  | 24. Giovanni Battista Balbo, Señor de Sambuy                            |  |  |  |  |  |  |  |  |  |  |  |  |  |  |  |
|  |                                                                         |  |  |  |  |  |  |  |  |  |  |  |  |  |  |  |
|  |                                                                         |  |  |  |  |  |  |  |  |  |  |  |  |  |  |  |
|  | 12. Giulio Cesare Balbo Bertone, Señor de Sambuy                        |  |  |  |  |  |  |  |  |  |  |  |  |  |  |  |
|  |                                                                         |  |  |  |  |  |  |  |  |  |  |  |  |  |  |  |
|  |                                                                         |  |  |  |  |  |  |  |  |  |  |  |  |  |  |  |
|  | 25. Lucrezia Olimpia Tana di Santena                                    |  |  |  |  |  |  |  |  |  |  |  |  |  |  |  |
|  |                                                                         |  |  |  |  |  |  |  |  |  |  |  |  |  |  |  |
|  |                                                                         |  |  |  |  |  |  |  |  |  |  |  |  |  |  |  |
|  | 6. Carlo Emanuele Balbo Bertone, Conde de Sambuy                        |  |  |  |  |  |  |  |  |  |  |  |  |  |  |  |
|  |                                                                         |  |  |  |  |  |  |  |  |  |  |  |  |  |  |  |
|  |                                                                         |  |  |  |  |  |  |  |  |  |  |  |  |  |  |  |
|  | 26. Carlo Michele di Saluzzo, conde de Verzuolo                         |  |  |  |  |  |  |  |  |  |  |  |  |  |  |  |
|  |                                                                         |  |  |  |  |  |  |  |  |  |  |  |  |  |  |  |
|  |                                                                         |  |  |  |  |  |  |  |  |  |  |  |  |  |  |  |
|  | 13. Beatrice di Saluzzo dei Conti di Verzuolo                           |  |  |  |  |  |  |  |  |  |  |  |  |  |  |  |
|  |                                                                         |  |  |  |  |  |  |  |  |  |  |  |  |  |  |  |
|  |                                                                         |  |  |  |  |  |  |  |  |  |  |  |  |  |  |  |
|  | 27. Cristina Biandrate dei Marchesi di San Giorgio                      |  |  |  |  |  |  |  |  |  |  |  |  |  |  |  |
|  |                                                                         |  |  |  |  |  |  |  |  |  |  |  |  |  |  |  |
|  |                                                                         |  |  |  |  |  |  |  |  |  |  |  |  |  |  |  |
|  | 3. Maria Anna Balbo Bertone dei Conti di Sambuy                         |  |  |  |  |  |  |  |  |  |  |  |  |  |  |  |
|  |                                                                         |  |  |  |  |  |  |  |  |  |  |  |  |  |  |  |
|  |                                                                         |  |  |  |  |  |  |  |  |  |  |  |  |  |  |  |
|  | 28. Ghiron Roberto Asinari, Marqués de San Marzano                      |  |  |  |  |  |  |  |  |  |  |  |  |  |  |  |
|  |                                                                         |  |  |  |  |  |  |  |  |  |  |  |  |  |  |  |
|  |                                                                         |  |  |  |  |  |  |  |  |  |  |  |  |  |  |  |
|  | 14. Filippo Valentino Asinari, Marqués de San Marzano                   |  |  |  |  |  |  |  |  |  |  |  |  |  |  |  |
|  |                                                                         |  |  |  |  |  |  |  |  |  |  |  |  |  |  |  |
|  |                                                                         |  |  |  |  |  |  |  |  |  |  |  |  |  |  |  |
|  | 29. Maria Margherita Alfieri dei Marchesi di Magliano                   |  |  |  |  |  |  |  |  |  |  |  |  |  |  |  |
|  |                                                                         |  |  |  |  |  |  |  |  |  |  |  |  |  |  |  |
|  |                                                                         |  |  |  |  |  |  |  |  |  |  |  |  |  |  |  |
|  | 7. Rosalia Barbara Asinari dei Marchesi di San Marzano                  |  |  |  |  |  |  |  |  |  |  |  |  |  |  |  |
|  |                                                                         |  |  |  |  |  |  |  |  |  |  |  |  |  |  |  |
|  |                                                                         |  |  |  |  |  |  |  |  |  |  |  |  |  |  |  |
|  | 30. Vittorio Amedeo Ferrero-Fieschi, Príncipe de Masserano              |  |  |  |  |  |  |  |  |  |  |  |  |  |  |  |
|  |                                                                         |  |  |  |  |  |  |  |  |  |  |  |  |  |  |  |
|  |                                                                         |  |  |  |  |  |  |  |  |  |  |  |  |  |  |  |
|  | 15. Maria Luisa Ferrero-Fieschi dei Principi di Masserano               |  |  |  |  |  |  |  |  |  |  |  |  |  |  |  |
|  |                                                                         |  |  |  |  |  |  |  |  |  |  |  |  |  |  |  |
|  |                                                                         |  |  |  |  |  |  |  |  |  |  |  |  |  |  |  |
|  | 31. Giovanna Irene Caracciolo dei Principi di Santo Buono               |  |  |  |  |  |  |  |  |  |  |  |  |  |  |  |
|  |                                                                         |  |  |  |  |  |  |  |  |  |  |  |  |  |  |  |
|  |                                                                         |  |  |  |  |  |  |  |  |  |  |  |  |  |  |  |

| Predecesor: Giuseppe Alfonso dal Pozzo | Príncipe de La Cisterna y Belriguardo 31 de marzo de 1819 – 26 de marzo de 1864 | Sucesor: María Victoria dal Pozzo |